# Station Chróścina Opolska
Station Chróścina Opolska is een spoorwegstation in de Poolse plaats Chróścina.